# 松平浅五郎
松平 浅五郎（まつだいら あさごろう）は、江戸時代中期の大名。美作津山藩2代藩主。

## 生涯
享保元年（1716年）9月1日、初代藩主・松平宣富の長男として誕生。享保6年（1721年）、父の死去により家督を継ぐが、享保11年（1726年）11月11日に早世した。享年11。
嗣子が無かったため御家断絶、改易となるはずであったが、緊急措置として白河新田藩主松平知清の三男又三郎が名跡を継ぎ、藩を存続させることができた。しかしいわゆる末期養子であったために、罰則として藩の石高は10万石から5万石に半減された上、幕府における待遇、官位などにおいても以降冷遇されることとなった。
4代後の斉孝はこの境遇に不満を持ち、幕府にかつての10万石への復帰を訴えた上、家格復活を実現させるために、文化14年（1817年）に11代将軍・徳川家斉の十四男・銀之助（後の斉民）を養嗣子として迎えた。これにより、津山藩は5万石を加増され昔の10万石に復帰し、官位などの面でも優遇されることになった。